# Décès en 855
Décès
- 851
- 852
- 853
- 854
- 855
- 856
- 857
- 858
- 859

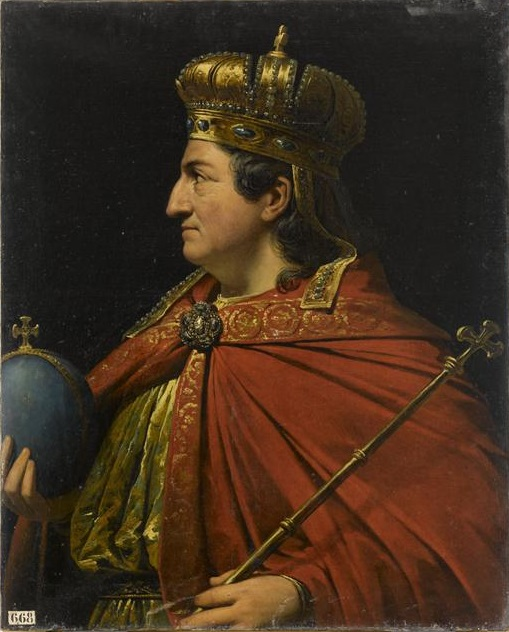
Lothaire Ier mort en 855.

Cette page dresse une liste de personnalités mortes au cours de l'année 855 :
- 17 juillet : Léon IV, 103e pape de l'Église catholique
- 30 juillet[1] : Ibn Hanbal, théologien arabo-musulman, fondateur d’une des 4 écoles juridiques (rites) de l’orthodoxie sunnite.
- 20 septembre : Gozbald, évêque de Wurtzbourg.
- 28-29 septembre : Lothaire Ier, fils de Louis Ier dit le Pieux et Ermengarde de Hesbaye, empereur d'Occident[2].
- 20 novembre : Théoctiste le Logothète, homme d'État byzantin.
- 8 décembre : Drogon de Metz, fils naturel de Charlemagne né en 807.

- Théodose II d'Abkhazie, roi d'Abkhazie.
- Hovhannès IV d'Ova, Catholicos de l'Église apostolique arménienne.
- Sicon de Salerne, prince de Salerne.
- Folquin de Thérouanne, évêque de Thérouanne.
- Gérulf Ier, premier comte de Kennemerland.
- Yahya ibn Asad, gouverneur samanide du Shash (819-855) et de Samarkand.

## Crédit d'auteurs
- Cet article est partiellement ou en totalité issu de l'article intitulé « 855 » (voir la liste des auteurs).